# Hungarian Juniors 2014
Die Hungarian Juniors 2014 fanden als bedeutendstes internationales Nachwuchsturnier von Ungarn im Badminton vom 6. bis zum 9. Februar 2014 in Pécs statt. Es war die achte Auflage der Veranstaltung.

## Sieger und Platzierte
| Disziplin    | Gold                                | Silber                            | Bronze                             |
| ------------ | ----------------------------------- | --------------------------------- | ---------------------------------- |
| Herreneinzel | Muhammed Ali Kurt                   | Blai Ramírez                      | Sachin Dias                        |
| Herreneinzel | Muhammed Ali Kurt                   | Blai Ramírez                      | Luís Enrique Peñalver              |
| Dameneinzel  | Clara Azurmendi                     | Kader İnal                        | Lole Courtois                      |
| Dameneinzel  | Clara Azurmendi                     | Kader İnal                        | Aliye Demirbağ                     |
| Herrendoppel | Luís Enrique Peñalver Javier Suárez | Buwenaka Goonethileka Sachin Dias | Bahadır Kaan Kola Melih Turgut     |
| Herrendoppel | Luís Enrique Peñalver Javier Suárez | Buwenaka Goonethileka Sachin Dias | Miha Ivanič Andraž Krapež          |
| Damendoppel  | Kader İnal Fatma Nur Yavuz          | Clara Azurmendi Isabel Fernández  | Maja Pavlinić Dorotea Sutara       |
| Damendoppel  | Kader İnal Fatma Nur Yavuz          | Clara Azurmendi Isabel Fernández  | Katarina Beton Ana Marija Šetina   |
| Mixed        | Sergey Molodov Mariya Dmitrieva     | Melih Turgut Fatma Nur Yavuz      | Muhammed Ali Kurt Büşra Yalçınkaya |
| Mixed        | Sergey Molodov Mariya Dmitrieva     | Melih Turgut Fatma Nur Yavuz      | Alejandro González Min Zhao        |